# 椿かおり
椿 かおり（つばき かおり）は、日本の女優、モデルである。鹿児島県出身。
俳優・山田孝之の実姉としても知られる。

## 来歴
鹿児島県出身。
10代は『egg』や『Popteen』などのティーン向け雑誌のモデルとして活動。

## 主な出演

### 映画
- 893239撮影893ヤクザ（2006年公開、監督：手塚眞） - 紅 役
- 2006（2007年4月30日公開、監督：手塚眞）イメージフォーラムフェスティバル2007招待作品
- 秘メ煙〜HIMEGEMURI〜（2007年公開、監督：多積正之） - リサ 役
- 探偵事務所5 漫画探偵539 （2008年公開、監督：手塚眞） - 田崎美奈 役
- さよならの夜明け（2008年12月14日公開、監督：吉行良介）
- ミステルロココ（2010年6月13日公開、監督：日高尚人）SHORT SHORTS FILM FESTIVAL2010招待作品
- ミロクローゼ （2012年11月24日公開、監督：石橋義正） - 女萎魅 役
- アブダクティ（2013年10月12日公開、監督：山口雄大）
- 5つ数えれば君の夢（2014年3月8日公開、監督：山戸結希） - ピアノの先生 役
- VANISHING
- ロリさつ（2017年、監督：増井公二） - マダム・パーヤ 役
- 千のひとつまえ（2017年、監督：井坂優介） - 主演 かおりん 役
- 星くず兄弟の新たな伝説（2018年1月20日公開、監督：手塚眞） - スクリプター 役
- 血まみれスケバンチェーンソーRED 前編 ネロの復讐（2019年2月22日公開、監督：山口ヒロキ）
- シャーマンの娘（2022年11月19日公開、監督：井坂優介）
- EROSION（2022年12月22日公開、監督：TOOWA2）
- 釜石ラーメン物語（2023年7月8日公開、監督：今関あきよし）[1]
- identità（2023年公開予定、監督：曽根剛） - 主演[2]

### テレビ
- 不信のとき〜ウーマン・ウォーズ〜（2006年7月 - 9月、フジテレビ） - 椿かおり 役
- ドスペ・じかおぎ（2006年、テレビ朝日）
- とんねるずのみなさんのおかげでした『R&Bの神様』（フジテレビ） - ガブリエル 役
- A-Studio（2010年9月10日、TBS） - 山田孝之の姉として紹介
- 5LDK（2011年11月17日、フジテレビ） - 山田孝之の姉として写真紹介
- おしゃれイズム（2012年11月18日、日本テレビ） - 山田孝之の姉として写真紹介
- ブラマヨとゆかいな仲間たち アツアツっ!（2013年8月18日、11月7日、テレビ朝日） - 坂上忍の演技指導の相手 役
- 有吉反省会[3][4]（2013年12月8日、日本テレビ） - 反省人
- 牙狼-GARO- -魔戒ノ花- 第6話（2014年5月9日、テレビ東京） - 美人画の女 役
- 山田孝之の東京都北区赤羽 第4話（2015年1月30日、テレビ東京） - 本人 役

### 舞台
- ディストピア（2013年8月、演出：角田ルミ）
- 溺れる金魚（2013年7月、演出：坂上忍）
- 仮想家族（2012年11月、演出：角田ルミ）
- 昆虫美学（2012年2月、演出：角田ルミ）
- 雑種愛（2011年11月、演出：角田ルミ）
- 炬燵物語（2009年2月、演出：吉行良介）
- シェイク 〜東京大地震 埋まっている人たち〜（2008年7月、演出：ダンカン）
- オフィス北野 コントライブ クエスト QUEST〜VOLUME1〜
- オフィス北野 コントライブ クエスト QUEST〜VOLUME2〜

### DVD
- 第8回インディーズムービーフェスティバル 「モダンレコーディングの正直村と嘘つき村」（2005年11月）
- 木更津グラフィティ（2010年6月、制作総指揮：綾小路翔(氣志團)） - エリカ 役
- HIMEGEMURI 血染めのギャングスター（2012年）
- 戦慄ショートショート コワバナ 恐噺 スタジオの恐い話（2012年10月）
- 戦慄ショートショート コワバナ 恐噺 コ・ワ・イ女（2013年3月）
- 呪!闇のまとめサイト リア充撲滅スレ（2013年6月）

### CM
- サッポロビール「Project U-100kcal運動」
- 森永乳業 森永のおいしい牛乳
- dwango
- タカラトミー Xiao（シャオ）
- 堂ヶ島アクーユ三四郎
- ザファーストステップ 投資初心者 無謀な挑戦編（2013年9月 - ） - 結城さゆり 役

### PV
- 真剣組「ハニトー」（2011年）
- Metis「君に出会えてよかった」（2010年）
- KNOWZ DADA ROAR「シニカロール」（2007年）
- Victorカラオケ

### ナレーション
- OV 路地猫・予告篇
- 『出ない順 試験に出ない英単語 実践篇』 おもしろ教材CD（日本語ナレーション）

### モデル
- 美人塾 Webモデル（2010年）
- カプリシーヌ（アパレルブランド）
- Gatez-Moi（アパレルブランド）
- 富士フイルム FinePix 初めての一眼レフ
- FAMOUSモデル